# Rabia Kazan
Rabia Özden Kazan (Malatya, 25 giugno 1976) è una giornalista e scrittrice turca.

## Carriera
Ha iniziato la sua carriera come corrispondente televisiva nel 1996, col programma Later hosting Istanbul, presso la Turkish Flash Tv per due anni. Dopodiché è diventata giornalista per Ortadoğu, dove è rimasta per altri sei anni. In quel tempo, la Kazan è diventata famosa in Turchia per aver intervistato l'attentatore del papa Giovanni Paolo II, Mehmet Ali Ağca.,
Ha poi fondato il magazine Haber Revizyon di cui è a tutt'oggi l'editore.
Nel 2007 ha scritto un reportage sulla condizione della donna a Teheran, intitolato Tahran Melekleri ("Gli angeli di Teheran"), dove si parla anche del matrimonio temporaneo, in arabo Mut'a (ﻣﺘﻌـة) che, spesso, nasconde una forma di prostituzione legalizzata. Il testo ha provocato reazioni in tutto il Medio Oriente e in Turchia.

### Vita privata
Si è sposata nel 2008 con l'avvocato italiano Giacinto Licursi, membro del Partito Comunista Italiano. Nel 2012 si è tolta il velo, ricevendo per questa ragione minacce di morte.
Sempre nello stesso anno, è stata volontaria della WFUNA (World Federation of United Nations Associations).